# Chorthippus taishanensis
Chorthippus taishanensis is een rechtvleugelig insect uit de familie veldsprinkhanen (Acrididae). De wetenschappelijke naam van deze soort is voor het eerst geldig gepubliceerd in 2010 door Yin, Ye & Yin.